# Акшатау (Актюбинская область)
Акшатау (каз. Ақшатау) — село в Уилском районе Актюбинской области Казахстана. Входит в состав Уилского сельского округа. Код КАТО — 155230200.
Село расположено на правом берегу реки Уил.

## Население
В 1999 году население села составляло 863 человека (446 мужчин и 417 женщин). По данным переписи 2009 года, в селе проживало 512 человек (251 мужчина и 261 женщина).